# Saint-Cirq-Lapopie
Saint-Cirq-Lapopie è un comune francese di 222 abitanti situato nel dipartimento del Lot nella regione dell'Occitania.
Si trova a circa 30 chilometri a est di Cahors nel Parco naturale regionale dei Causses du Quercy. Il paese è anche attraversato dalla Via Podiensis, uno dei percorsi di pellegrinaggio verso Santiago de Compostela.

## Società

### Evoluzione demografica
Abitanti censiti